# ماناوگات
ماناوگات (به ترکی استانبولی: Manavgat) شهری است در کشور ترکیه که در استان آنتالیا واقع شده‌است. جمعیت این شهر بر اساس سرشماری سال ۲۰۰۸ میلادی ۷۶٬۶۰۵ نفر و بر اساس برآوردهای سال ۲۰۰۹ میلادی ۸۱٬۹۰۳ نفر می‌باشد.